# Raditude
Raditude el séptimo álbum de estudio de la banda estadounidense Weezer. Fue lanzado el 3 de noviembre de 2009. El primer sencillo del álbum fue "(If You're Wondering If I Want You To) I Want You To", el cual recibió buenas críticas.

## Producción del álbum
El álbum fue anunciado en Billboard.com, donde se mencionó que Weezer ya estaba en el estudio desde noviembre de 2008. El álbum fue producido por Jacknife Lee.
A principios del verano Josh Freese se unió a Weezer como baterista. Patrick Wilson, el baterista original, tocaría las partes de guitarra en lugar de Rivers Cuomo. Durante una entrevista la banda afirmó que el álbum podría ser lanzado en verano de 2009.
El 24 de julio Weezer tocó "I'm Your Daddy", "The Girl Got Hot" y "Can't Stop Partying", este último fue publicado por Cuomo en su álbum Alone II durante el 2008. El 26 de julio la banda tocó "The Girl Got Hot" donde Cuomo mencionó que el álbum sería lanzado en octubre de 2009.
El 12 de agosto Cuomo mencionó el título de dos canciones del álbum: "Trippin' Down the Freeway" y "Let It All Hang Out".

## Publicación
El 14 de agosto fue confirmado que la canción "(If You're Wondering If I Want You To) I Want You To" sería el primer sencillo del álbum y estaría en la radio desde el 25 de agosto. El video fue dirigido por Marc Webb y participó Odette Yustman.
A través de la página la banda se afirmó que el álbum se llamaría Raditude y sería lanzado el 27 de octubre, pero la fecha de lanzamiento fue movida al 3 de noviembre, misma fecha en la que fue lanzado.
El álbum debutó en el puesto número 7 del Billboard 200, vendiendo 66 000 copias en su primera semana. En la segunda semana el álbum vendió 16.779 copias, durante el mes de noviembre el álbum vendió 82 000 copias y al llegar el mes de diciembre ya había vendido más de 100 000 copias.

## Lista de canciones
| N.º | Título                                                 | Escritor(es)                      | Duración |  |
| 1.  | «(If You're Wondering If I Want You To) I Want You To» | Cuomo, Butch Walker               | 3:28     |  |
| 2.  | «I'm Your Daddy»                                       | Cuomo, Dr. Luke                   | 3:08     |  |
| 3.  | «The Girl Got Hot»                                     | Cuomo, Walker                     | 3:14     |  |
| 4.  | «Can't Stop Partying» (featuring Lil Wayne)            | Cuomo, Dupri, Carter              | 4:22     |  |
| 5.  | «Put Me Back Together»                                 | Cuomo, Tyson Ritter, Nick Wheeler | 3:15     |  |
| 6.  | «Trippin' Down the Freeway»                            | Cuomo                             | 3:40     |  |
| 7.  | «Love Is the Answer»                                   | Cuomo, Jacknife Lee               | 3:43     |  |
| 8.  | «Let It All Hang Out»                                  | Cuomo, Dupri, Lee                 | 3:17     |  |
| 9.  | «In the Mall»                                          | Patrick Wilson                    | 2:39     |  |
| 10. | «I Don't Want to Let You Go»                           | Cuomo                             | 3:48     |  |

Edición de lujo

| N.º | Título                                       | Escritor(es)         | Duración |  |
| 11. | «Get Me Some»                                | Cuomo, Dr. Luke      | 3:36     |  |
| 12. | «Run Over by a Truck»                        | Cuomo                | 3:33     |  |
| 13. | «The Prettiest Girl in the Whole Wide World» | Cuomo                | 4:00     |  |
| 14. | «The Underdogs»                              | Cuomo, Kazuhiro Hara | 4:40     |  |

Canciones exclusivas en Amazon
- "Turn Me Round" (Recorded in 2003) - 3:10

Bonus tracks internacionales
- "I Woke Up in Love This Morning" (sólo Japón) (Grabado en 2003, Rivers Cuomo y Sloan) - 3:04
- "Turn Me Round" (Grabado en 2003) (sólo RU & Australia) - 3:09

Bonus tracks en iTunes
- "The Story of My Life" (Grabado en 2003) - 3:15
- "Kids/Poker Face" (Versión Medley de "Kids" por MGMT y Poker Face por Lady GaGa) - 4:58

iTunes Pass: The Weezer Raditude Club Tracks (exclusivo para iTunes Pass)
- "Should I Stay or Should I Go" (en vivo en Virgin Mobile FreeFest '09 - Versión de The Clash) - 3:07
- "I Hear Bells" (Grabado en 2000) - 2:44
- "Put Me Back Together" (Rich Costey Mix) - 3:15
- "Cold Dark World" (Rivers Lead Vocal) (Originalmente incluido en Red album con Scott Shriner en las voces) - 3:52
- "Across the Sea" (En vivo en el Tour en Japón de 2005) - 4:32
- Tour Video Introductions from the US 2009 Tour - 4:46
- "The Good Life" (en vivo) (video) - 4:38
- "(If You're Wondering If I Want You To) I Want You To" (Steve Aoki Remix) - 6:36
- "The Prettiest Girl In The Whole Wide World" (Karlophone Remix) - 4:21
- "I'm Your Daddy" (Pat Wilson Remix) - 3:08
- "(If You're Wondering If I Want You To) I Want You To" Video musical - 3:31
- "Can't Stop Partying" (Coconut Teaser Mix) - 3:32
- "Love Is The Answer" (Laid Back Mix) - 3:01
- Live Video from Rehearsals - 5:29
- Making of Raditude (video) - 12:18
- "I’m Your Daddy" (Serban Ghenea Mix) - 3:08

"Can't Stop Partying", "I Don't Want to Let You Go" y "The Prettiest Girl in the Whole Wide World" fueron lanzados anteriormente en el álbum Alone II: The Home Recordings of Rivers Cuomo. Sugar Ray grabó anteriormente la canción "Love Is the Answer" en su álbum de 2009 Music for Cougars con una aparición de Cuomo.

## Posicionamiento
| Listas (2009)                   | Posiciones |
| ------------------------------- | ---------- |
| Australian Albums Chart         | 36         |
| Canadian Albums Chart           | 10         |
| French Albums Chart             | 119        |
| German Albums Chart             | 94         |
| Norwegian Albums Chart          | 36         |
| US Billboard 200                | 7          |
| US Billboard Alternative Albums | 1          |
| US Billboard Rock Albums        | 1          |

## Banda
- Rivers Cuomo - voz principal, guitarra.
- Brian Bell - guitarra, segunda voz, teclados.
- Scott Shriner - bajo, segunda voz, teclados.
- Patrick Wilson - batería, guitarra, teclados, segunda voz.